# Galloromanische Sprachen
Die galloromanischen Sprachen sind eine Untergruppe der romanischen Sprachen, welche ihrerseits einen Zweig der indogermanischen Sprachfamilie darstellen. Zu den galloromanischen Sprachen gehören die Oïl-Sprachen in Nordfrankreich, darunter Französisch, Frankoprovenzalisch, Okzitanisch in Südfrankreich, und im weiteren Sinne auch Katalanisch und die norditalienischen Sprachen Oberitaliens (insbesondere die galloitalischen Sprachen wie Piemontesisch und Lombardisch) sowie die rätoromanischen Sprachen im Alpenraum. Die galloromanischen Sprachen entwickelten sich aus dem gesprochenen Latein, der Begriff galloromanisch bezieht sich auf das keltische Volk der Gallier, die früher auf dem Verbreitungsgebiet der galloromanischen Sprachen siedelten und zu einem mutmaßlich relativ hohen Grad das regionale Latein beeinflussten. Das Verbreitungsgebiet der galloromanischen Sprachen nennt man Galloromania.

## Entstehung
Die galloromanischen Sprachen gehören zu den romanischen Sprachen, die das Lateinische als gemeinsamen Ursprung haben. Latein, ursprünglich die Sprache Roms, verbreitete sich mit der Expansion des Römischen Reiches in weiten Teilen Europas, so auch auf dem Gebiet des heutigen Frankreich, der Wallonie in Belgien, im Norden von Italien und in den zur Schweiz gehörenden Regionen Romandie, Graubünden und Tessin, wo die galloromanischen Sprachen beheimatet sind.
Zwischen dem späten 3. und der Mitte des 1. Jahrhunderts v. Chr. eroberten die Römer Gallien (beginnend mit Gallia cisalpina, also Oberitalien). Nachdem sie es militärisch unterworfen hatten, führten sie dort ihr Verwaltungs-, Schul- und Rechtssystem ein, alles basierend auf der lateinischen Sprache. Die Bevölkerung eignete sich die neue Sprache bald an, um Handel treiben zu können oder eine Laufbahn in Wirtschaft, Verwaltung und Politik einzuschlagen. Dieser Prozess wird als Romanisierung oder Latinisierung bezeichnet. Das Latein, das in den eroberten Gebieten gesprochen wurde, war nicht das klassische Latein der Schriftsteller, sondern eine auch in Rom benutzte Umgangssprache, das so genannte Vulgärlatein. Klassisches Latein wurde allerdings in den Schulen gelehrt, und die sprachliche Einheit im ganzen Römischen Reich war durch den zentralen Einfluss Roms gewährleistet.
Die eigentliche Entstehungsgeschichte der galloromanischen Sprachen begann mit dem Zerfall des Imperiums im 5. Jahrhundert. Der politische und kulturelle Einfluss verlagerte sich von Rom auf die Zentren der einzelnen Provinzen. Das römische Schulsystem brach zusammen und das einheitliche Schriftlatein wurde bald nicht mehr beherrscht. Das Vulgärlatein entwickelte und veränderte sich in den verschiedenen Regionen unterschiedlich. Beeinflusst wurde es durch die Sprachen, die vor der Ankunft des Lateins gesprochen worden waren, wie Ligurisch, Baskisch oder Iberisch, vor allem aber durch das Keltisch der gallischen Volksstämme. Einen noch größeren Einfluss übte das Altfränkische aus, das mit der Landnahme durch den Volksstamm der Franken im 4. bis 6. Jahrhundert in das Gebiet der Galloromania kam.

## Französisch

Karte der Oïl-Sprachen

### Verbreitung
Französisch ist die bekannteste und meistgesprochene der galloromanischen Sprachen. Sie ist die Nationalsprache Frankreichs und wird auf dem gesamten Staatsgebiet in allen öffentlichen Bereichen von etwa 48 Millionen Sprechern verwendet. Französisch ist auch in vielen weiteren Staaten Europas als Mutter-, Amts-, oder Verkehrssprache anzutreffen: im südlichen Belgien, in Luxemburg, in der Schweiz, im italienischen Aostatal, in Monaco, Andorra und auf den Kanalinseln. Auch außerhalb Europas findet man Sprechergemeinschaften, die Französisch als Muttersprache haben, wie in Kanada, wo es in Québec alleinige und in New Brunswick neben dem Englischen zweite Amtssprache ist, und den USA, sowie Sprechergemeinschaften mit Französisch als Amts- oder Verkehrssprache, die in Südamerika, auf vielen Inseln im Indischen Ozean und in der Karibik, in Ozeanien und in Afrika beheimatet sind. Diese weite Verbreitung der Sprache geht auf die Kolonialisierungstätigkeit Frankreichs zurück. Die Frankophonie, das heißt der gesamte französische Sprachraum, umfasst etwa 104 Millionen Sprecher, Französisch nimmt damit Rang sechs der Weltsprachen ein.

### Charakterisierung
Das Französische hat sich stärker vom Lateinischen entfernt als die anderen galloromanischen Sprachen; dieser Unterschied beruht auf mehreren Faktoren: Die Eroberung durch die Römer und die damit verbundene Romanisierung erfolgte vom Süden her und erreichte den Norden Galliens relativ spät. Der Einfluss der keltischen Sprachen war im Norden also stärker, das Gebiet schwächer latinisiert. Die Siedlungsbewegung der Franken erfolgte dagegen vom Norden her und erreichte den Süden später, der fränkisch-germanische Einfluss war daher im Norden prägender als im Süden.

### Entwicklungsgeschichte
Das Französische war ursprünglich eine von vielen Sprachvarietäten auf dem Gebiet des heutigen Frankreich, es entwickelte sich in der Gegend um Paris, der späteren Ile de France. Zwischen dem 5. und dem 8. Jahrhundert entfernte es sich rapide mehr und mehr vom Lateinischen. Früh begann sich dieser Dialekt, das Franzische, von Paris aus zu verbreiten. Die zentral gelegene Stadt galt schon im 11. Jahrhundert als Mittelpunkt des Landes, wie Dichtungen dieser Zeit belegen; zwei Jahrhunderte später wurde Paris zur offiziellen Hauptstadt des Königreichs Frankreich. Ab dem 12. Jahrhundert beeinflusste die Sprache Paris’ die Literatur und nicht-literarischen Texte des Nordens. Unterstützt wurde diese Entwicklung durch die geographische Expansion des Königs; immer mehr früher unabhängige Gebiete kamen unter französische Herrschaft. Die regionalen Sprachvarietäten verschwanden größtenteils zugunsten der Leitsprache. So wurde bereits im 13. Jahrhundert im nördlichen Teil des Landes eine relativ homogene Sprache gesprochen, die sich deutlich von den im Süden gebräuchlichen Dialekten unterschied. In dieser Zeit kamen die Bezeichnungen langue d’oïl (Sprache des „oïl“) für das nördliche und langue d’oc (Sprache des „oc“) für das südliche Sprachgebiet auf, wobei oïl das altfranzösische Wort für ‚ja‘ ist und oc das altokzitanische, im Süden gebräuchliche.
Im 14. Jahrhundert veränderte sich das Französische erheblich in Bezug auf die Wortstellung im Satz und die Lautung. Hierbei bildete sich der eigentliche Charakter der Sprache heraus, weshalb man diese Zeit als Übergang vom Alt- zum Mittelfranzösischen sieht. Die Schreibweise der Wörter, die meist die frühere Lautung recht genau wiedergegeben hatte, blieb bestehen, nur die Aussprache änderte sich, was die komplizierte Rechtschreibung des heutigen Französisch erklärt.
Im Laufe der Jahrhunderte drang das Französische in den Süden ein und drängte die Regionalsprachen zurück. Edikte ordneten den alleinigen Gebrauch des Französischen an; der Buchdruck förderte nur das Französische, da die anderen Sprachen hauptsächlich mündlich überliefert wurden. Die Französische Revolution verbreitete ab 1789 französischsprachiges Gedankengut sowie Gesetze im ganzen Land; der Wehrdienst zwang zum Beherrschen der französischen Sprache, und mit der vom Norden ausgehenden Industrialisierung durchdrang auch die Sprache das Land. 1881 wurde die allgemeine Schulpflicht eingeführt, Unterrichtssprache war Französisch. Heute ist das Französische überall in Frankreich, auch in den Verbreitungsgebieten der anderen galloromanischen Sprachen, die vorherrschende Sprache. Unter den nach 1970 Geborenen findet sich auch dort kaum einer, der nicht Französisch als erste Sprache erlernt hat.

## Okzitanisch

### Verbreitung
Das Okzitanische ist die bedeutendste Regionalsprache Frankreichs. Das Verbreitungsgebiet umfasst ungefähr ein Drittel des französischen Staats, und zwar südlich einer Linie die an der Mündung der Garonne beginnt, ein Stück dem Lauf der Dordogne folgt, sich in nordwestlicher Richtung fortsetzt, das Massif Central einschließt, südlich von Lyon auf die Rhone trifft und in der Nähe von Monaco das Meer erreicht. Okzitanisch wird außerdem im Val d’Aran in Spanien und in den Waldensertälern in Italien gesprochen. Es gibt ungefähr 200 000 aktive Sprecher und circa 6 Millionen potentielle Sprecher mit mehr oder weniger aktiven Kenntnissen; das Okzitanische ist für die meisten die Zweitsprache.

### Charakterisierung
Das Okzitanische ist weniger homogen als die Oïl-Sprachen; es existieren verschiedene Dialekte: Das Provenzalische und das Languedokische, die als südokzitanische Dialekte zusammengefasst werden, das Auvergnatische, das Limousinische und das Alpenprovenzalische, die als nordokzitanische Dialekte gelten, und das Gaskognische, das von manchen Sprachwissenschaftlern als eigene romanische Sprache klassifiziert wird.
Früher wurde für das Okzitanische oft der Begriff „Provenzalisch“ gebraucht, was heute nicht mehr üblich ist, da die Gefahr der Verwechslung mit dem provenzalischen Dialekt besteht. Die Bezeichnung „Okzitanisch“ stützt sich auf das französische occitan, was sich wiederum auf den Begriff langue d’oc bezieht.
Das Okzitanische weist viele syntaktische Gemeinsamkeiten mit den iberoromanischen Sprachen auf und ist nahe mit dem Katalanischen verwandt; im Altprovenzalischen finden sich lautliche Ähnlichkeiten zum Norditalienischen. Es ist eine konservative romanische Sprache und hat sich weniger weit vom Lateinischen entfernt als das Französische. Viele lautliche Veränderungen, die das Französische aufweist, haben im Okzitanischen nicht stattgefunden.

### Entwicklungsgeschichte
Das Okzitanische hat als erste der galloromanischen Sprachen im Mittelalter eine literarische Form, die Troubadourdichtung, herausgebildet. Um das Jahr 1000 entstanden die ersten lyrischen Texte, mit ihnen begann die zwei Jahrhunderte andauernde Blütezeit der Troubadourdichtung. Auch in der Wissenschaft und Verwaltung, wo vorher ausschließlich Latein gebräuchlich war, wurde das Okzitanische schon früh verwendet; die erste Urkunde stammt aus dem Jahr 1102. Das Ende dieser Blütezeit setzte bereits im 13. Jahrhundert mit den Albigenserkreuzzügen (1209–1229) ein. Diese richteten sich gegen eine Glaubensgruppe, die im westlichen Okzitanien, um Albi, siedelte und sich gegen die katholische Kirche gewandt hatte. Infolge dieser Kreuzzüge wurde Okzitanien in das Herrschaftsgebiet des französischen Königs eingegliedert. Vor allem die Troubadourlyrik verlor mit den okzitanischen Höfen ihre Grundlage, und auch in Verwaltung und Politik wurde mehr und mehr das Französische gebräuchlich. Das Edikt von Villers-Cotterets (1539) schrieb schließlich dessen ausschließlichen Gebrauch in Recht und Verwaltung vor, und auch die Schriftsteller wandten sich dem Französischen zu, das mehr und mehr an Prestige gewann. Somit ging im 16. Jahrhundert die Schriftsprache verloren und mit ihr das Zusammengehörigkeitsgefühl der Sprecher; verschiedene Dialekte entwickeln sich. Trotzdem blieb das Okzitanische bis ins 19. Jahrhundert die gesprochene Sprache des ländlich geprägten Südfrankreichs, Französisch wurde nur zu offiziellen Redeanlässen und im Schriftverkehr gebraucht. Da ein Großteil der Bevölkerung weder lesen noch schreiben konnte, war das Okzitanische oft die einzige beherrschte Sprache.
Ein weiteres einschneidendes Ereignis in der okzitanischen Sprachgeschichte war die Französische Revolution. Mit neuen Gesetzen, Bekanntmachungen und dem Gedankengut der Revolution drang auch deren Sprache vehement in den Süden vor. Außerdem wurden von da an die verschiedenen Regionalsprachen des Landes systematisch von der Regierung bekämpft und das Französische propagiert. Wirksamste Maßnahme hierzu war die allgemeine Schulpflicht, die 1881 eingeführt wurde. In den Schulen wurde nur in der Amtssprache unterrichtet, der Gebrauch des Okzitanischen war den Kindern bei Strafe verboten. Gleichzeitig sank das Prestige der Sprache, viele Eltern gaben ihre okzitanische Muttersprache nicht mehr an ihre Kinder weiter. Auch die Verbreitung französischsprachiger Medien wie Zeitung und Radio und die Abwanderung in Industriestädte im Norden veränderte die Sprachsituation in Okzitanien bis zum Ende des Zweiten Weltkrieges grundlegend. Ab den 1970ern konnte Okzitanisch als Zweitsprache oder parallel zum Französischen erlernt werden. Heute kann eine Zusatzprüfung in der Sprache die Abiturnote verbessern. Allerdings wird der Okzitanischunterricht kaum gefördert und deswegen selten praktiziert.
Das Okzitanische wird heute hauptsächlich in ländlichen Gegenden gebraucht. Es gibt keine allgemein anerkannte Schriftsprache, sondern verschiedene dialektale Variationen, und vor allem auf hochsprachlicher Ebene Defizite, obwohl vom Institut d’Estudis Occitans eine Norm, das sogenannte „Referenzokzitanisch“, festgelegt wurde, die auch in den Schulen unterrichtet wird.
Bestrebungen, das Okzitanische aufleben zu lassen, gab es schon im 16. Jahrhundert. Bekannter ist allerdings die Bewegung des „Félibrige“, die 1854 von den provenzalischen Dichtern Mistral, Aubanel und Roumanille gegründet wurde. Vor allem aufgrund des schriftstellerischen Erfolgs von Frédéric Mistral, der für sein Epos „Mirèio“ den Literaturnobelpreis erhielt, wurde der „Félibrige“ zur bedeutendsten literarischen Renaissancebewegungen des 19. und 20. Jahrhunderts. Eine weitere Institution, die das Okzitanische fördert, ist die 1930 gegründete Societat d’Estudis Occitans, aus der 1945 das Institut d’Estudis Occitans hervorgeht. Dennoch sind die Minderheitensprachen Frankreichs bis heute nicht offiziell durch die Regierung anerkannt.

## Frankoprovenzalisch (Arpitanisch)
Das Frankoprovenzalische ist im Südosten Frankreichs beheimatet, in der Franche-Comté, im Lyonnais, in Savoyen und der nördlichen Dauphiné (mit Grenoble), außerdem in Italien im Aostatal und in der Welschschweiz (außer im Berner Jura und im Kanton Jura). Die Anzahl der Sprecher beläuft sich auf 60.000 bis 200.000.
Der Status des Frankoprovenzalischen ist umstritten, manche Sprachwissenschaftler werten es nicht als selbstständige Sprache, sondern als Dialekt. Als Argument für diese These kann gewertet werden, dass das Frankoprovenzalische nicht einheitlich ist, sondern von Region zu Region variiert. Auch gibt es keine festgelegte schriftliche Norm oder eine Literatur. Lautlich gesehen bildet es eine Brücke zwischen Nord und Süd: Ein Teil seiner Entwicklungen stimmt mit denen im Französischen überein, der andere mit denen im Okzitanischen. Von dieser Tatsache leitet sich auch der Begriff Frankoprovenzalisch ab, in dem „Franko-“ auf die Übereinstimmung mit dem Französischen hinweist, „-provenzalisch“ auf jene mit dem Provenzalischen (wie der früher verwendete Name des Okzitanischen lautet). Geprägt wurde der Begriff 1874 von Graziadio Isaia Ascoli. Dieser Sprachwissenschaftler machte den Unklarheiten ein Ende, welche über die Grenze zwischen dem Französischen und dem Okzitanischen herrschten: Er stellte fest, dass das strittige Gebiet eine eigene Sprachvarietät besaß, die er als Frankoprovenzalisch bezeichnete.
Heute wird das Frankoprovenzalische in Frankreich immer mehr vom Französischen verdrängt, vor allem in städtischen Regionen. Lebendiger ist das Frankoprovenzalische im italienischen Aostatal, wo es für einen Großteil der Bevölkerung bis heute die Alltagssprache geblieben ist. In der Welschschweiz wird Frankoprovenzalisch heute fast nur noch in der Gemeinde Evolène gesprochen.

## Katalanisch
Manche Sprachwissenschaftler rechnen auch das Katalanische zu den galloromanischen Sprachen, andere ordnen es dagegen der Iberoromania zu. Auf der einen Seite besteht eine enge Verwandtschaft mit dem Okzitanischen – das Katalanische hat mehr lautliche und lexikalische Gemeinsamkeiten mit dem Okzitanischen als mit den anderen Sprachen der iberischen Halbinsel. Auf der anderen Seite stimmt das Katalanische allerdings in einigen Merkmalen mit iberoromanischen Sprachen überein. Es kann also als eine Art Brückensprache zwischen den beiden romanischen Sprachgruppen gesehen werden. Das Sprachgebiet umfasst den östlichen Teil der französischen Pyrenäen, Ostspanien und die Balearen mit insgesamt 9,4 Millionen Sprechern und 11,6 Millionen, die Katalanisch verstehen.

## Moselromanisch
Als Moselromanisch bezeichnet man einen Sprachraum am Ende des Römischen Reiches, den die von keltischen Stämmen bewohnte Provinz Belgica I (das Gebiet um Mosel und Saar) gebildet hat. Anschließend wanderten die Franken in dieses Gebiet. Trotz der einsetzenden Sprachüberlagerung überlebten einige romanische Sprachinseln (vgl. Aachen, Prüm, Trier und Sint-Truiden) bis ins 11. Jahrhundert.

## Rätoromanische Sprachen
Bisweilen werden auch die rätoromanischen Sprachen (Bündnerromanisch, Ladinisch und Friaulisch) angesichts ihrer klaren Übereinstimmungen und Ähnlichkeiten mit ihren galloromanischen und norditalienischen/galloitalischen Nachbarsprachen (insbesondere dem Lombardischen) der Galloromania zugeordnet.